# 菲利普·奥蒙
菲利普·奥蒙（法語：Phillippe Aumont，1989年1月7日—），加拿大棒球运动员。他曾代表加拿大参加2015年和2019年泛美运动会棒球比赛，获得一枚金牌和一枚银牌。他也曾参加2015年和2019年世界棒球12强赛。